# Europa och Tjuren

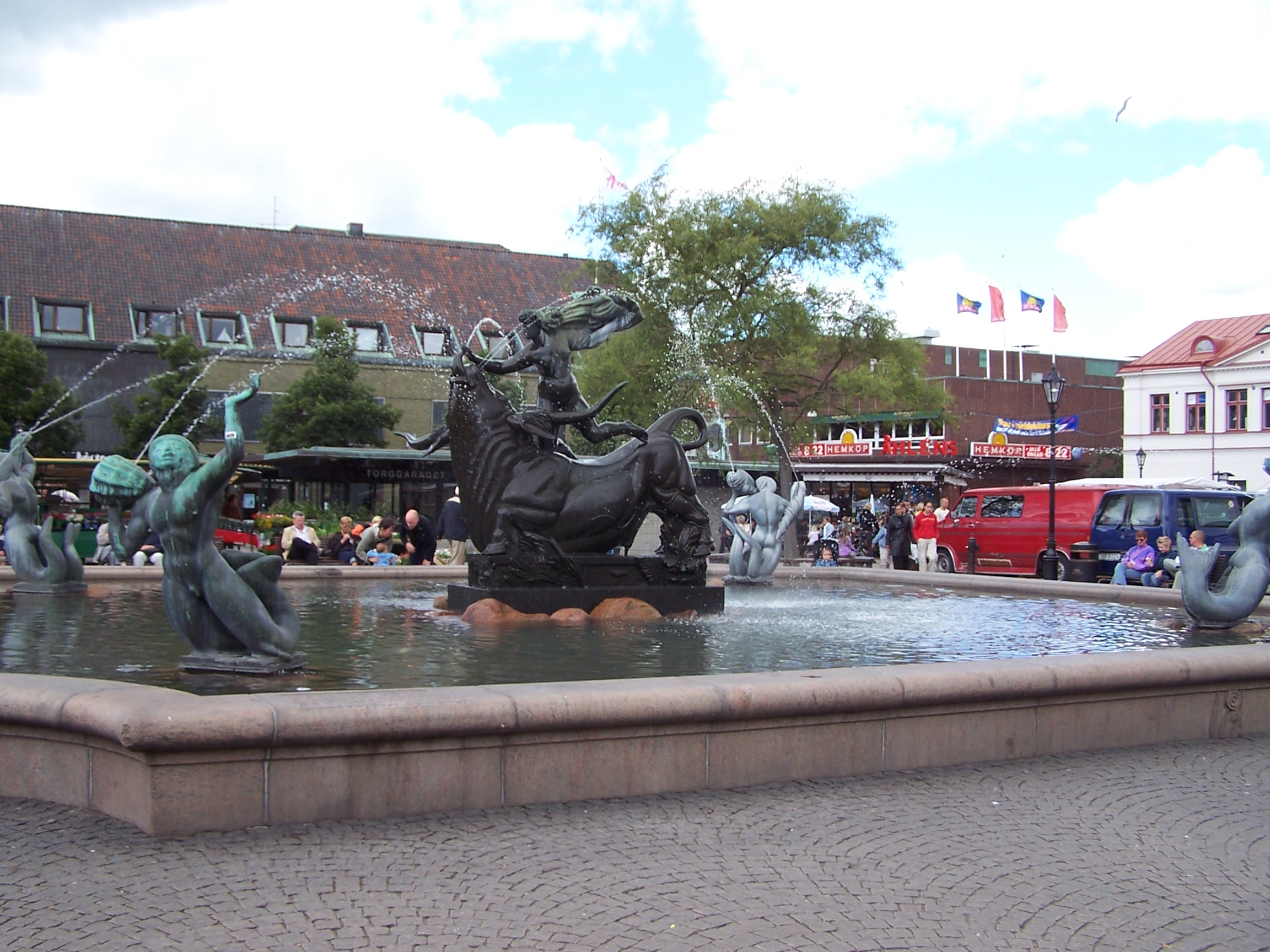
Europa och Tjuren

Europa och Tjuren är en fontän i brons av Carl Milles på Stora torg i Halmstad i Sverige, uppförd 1926. Motivet är hämtat från grekisk mytologi och handlar om när Zeus, i en tjurs skepnad, rövar bort prinsessan Europa.

## Historik och kopior
Bakgrunden till uppförandet var en donation från 1919 av grosshandlaren Jacob Jacobsson. Efter flera turer beslöt staden att ge uppdraget att ta fram utsmyckningen till Carl Milles. Fontänen göts i Danmark och invigdes den 7 november 1926. Vid denna tid förekom protester mot tritonernas nakenhet. 
Åren 2015–2016 restaurerades skulpturgrupp och vattensystem, varvid också ett antal nya spolmunstycken installerades. Missfärgningar och föroreningar avlägsnades och en ny belysning installerades.
På Millesgården på Lidingö finns ett annat exemplar av hela fontänen. Exemplar av fontänens mittfigur finns bland annat i USA på Cranbrook Academy of Art i Bloomfield Hills, Michigan och vid University of Tennessee i Knoxville.
I september 2007 flyttades en mindre variant av skulpturen (enbart tjuren) som stod uppställd utanför stadshuset i Tranås in inomhus i stadshuset sedan antikexperter från SVT:s program Antikrundan, i samband med inspelning av programmet, hade upplyst kommunen om att en liknande skulptur nyligen hade sålts till en samlare i USA för två miljoner kronor. Stöldrisken ansågs vara för stor och försäkringen gällde enbart föremål placerade inomhus.

## Dikt
På kanten av fontänen står en dikt som lyder: 
| ” | Glasgrön bölja moder hav dig en hyllning Halmstad gav av sten och brons av Milles hand den liv har fått. | „ |

### Europa och tjuren i Halmstad

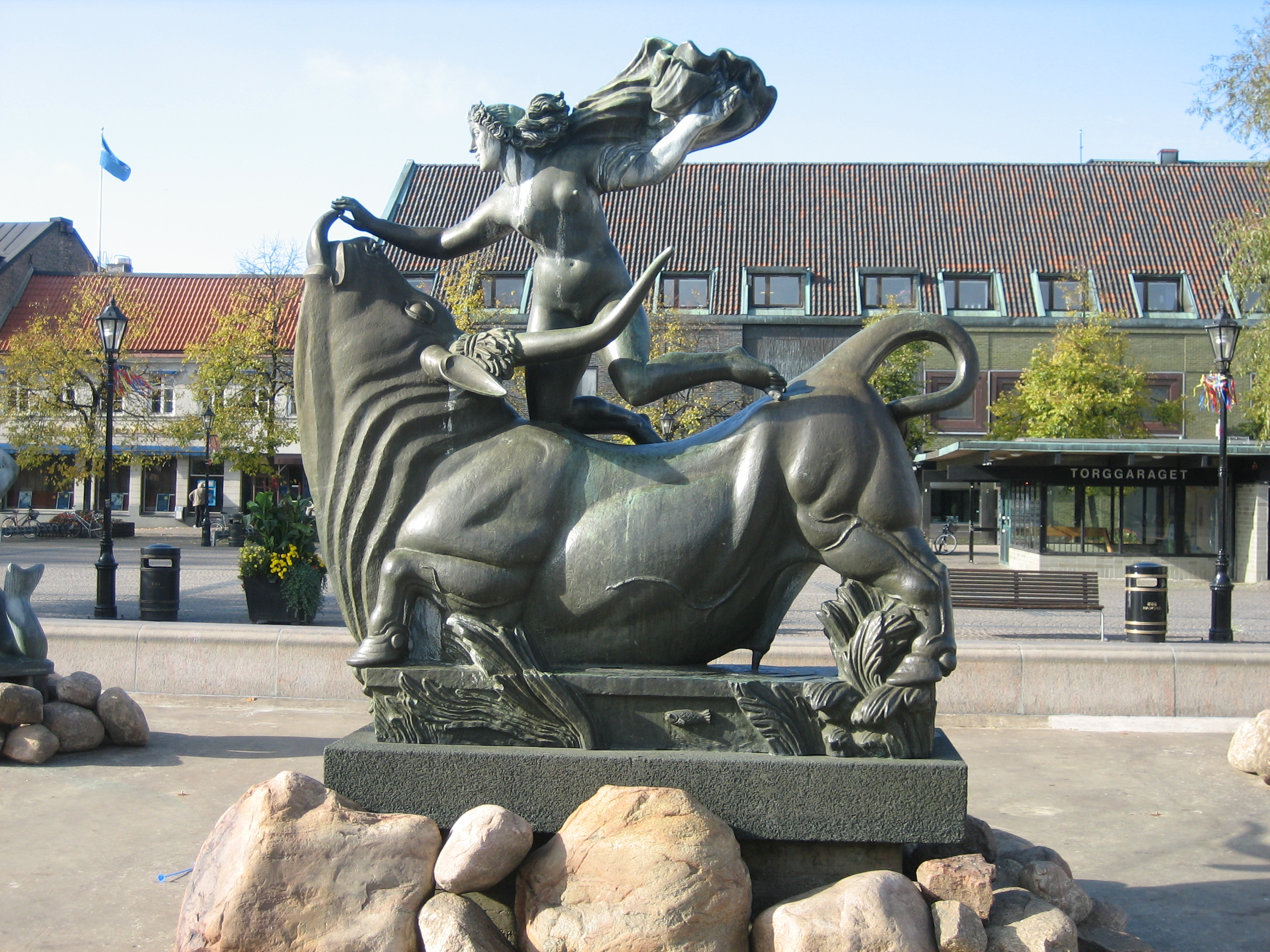
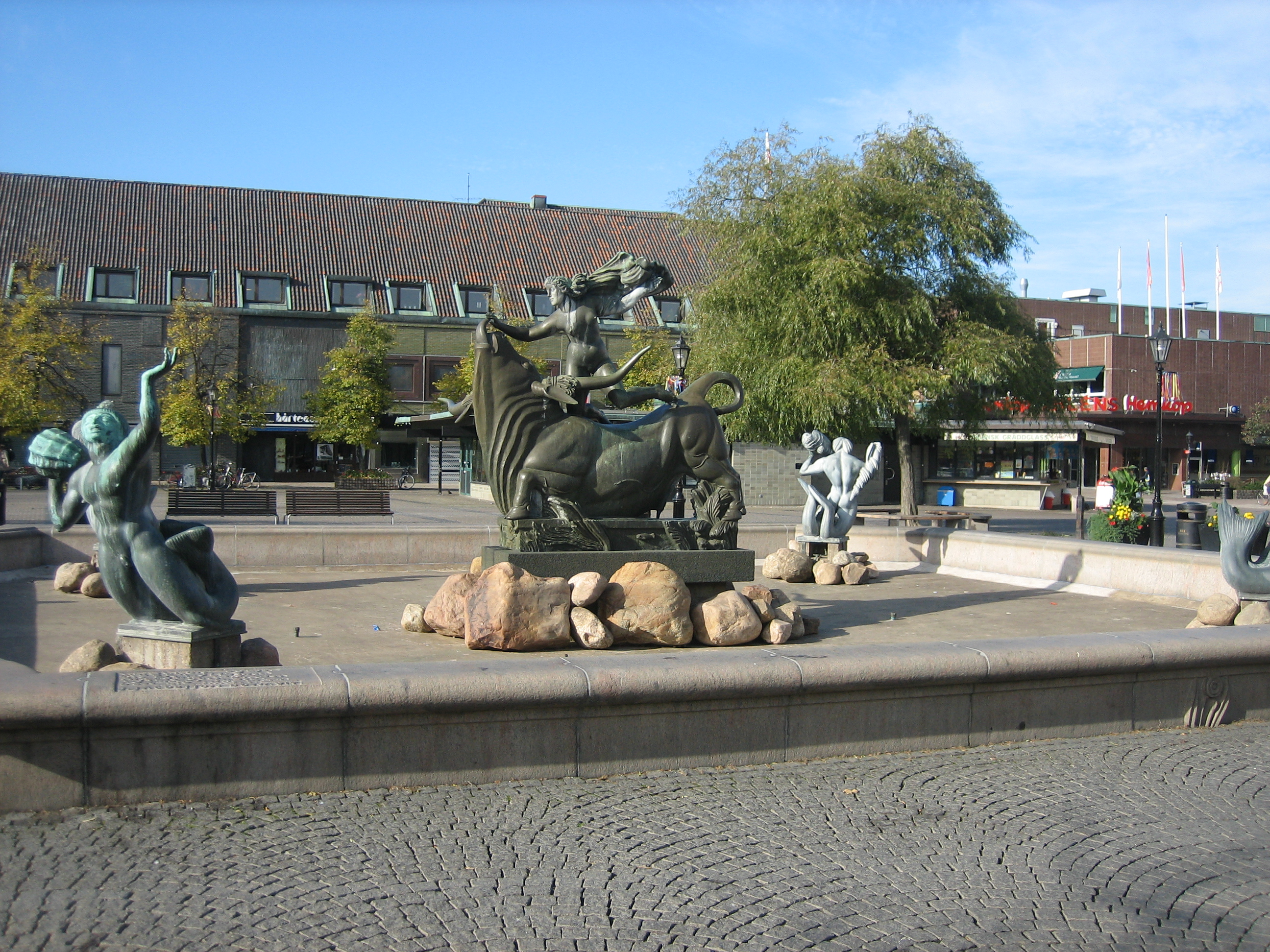
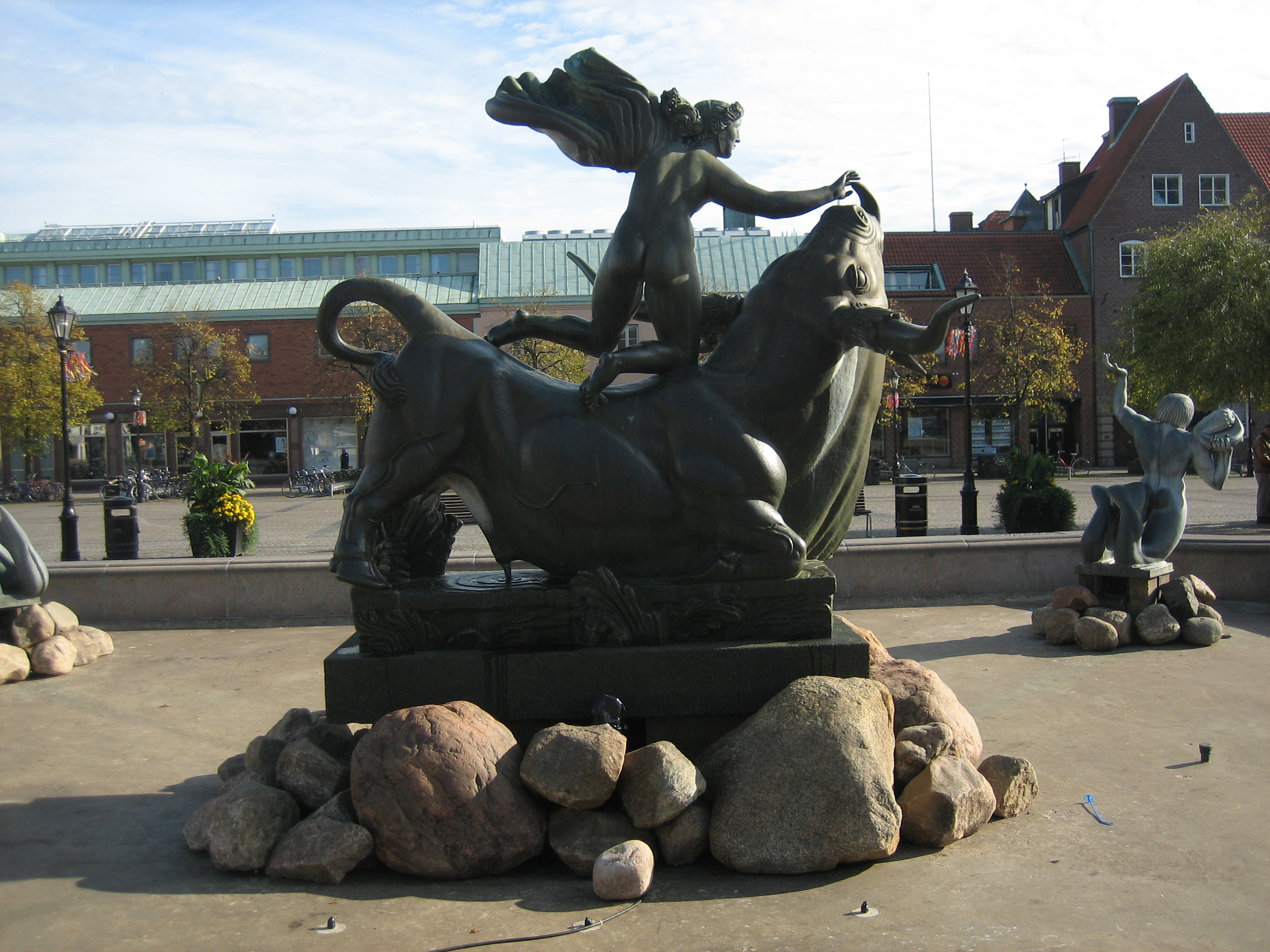
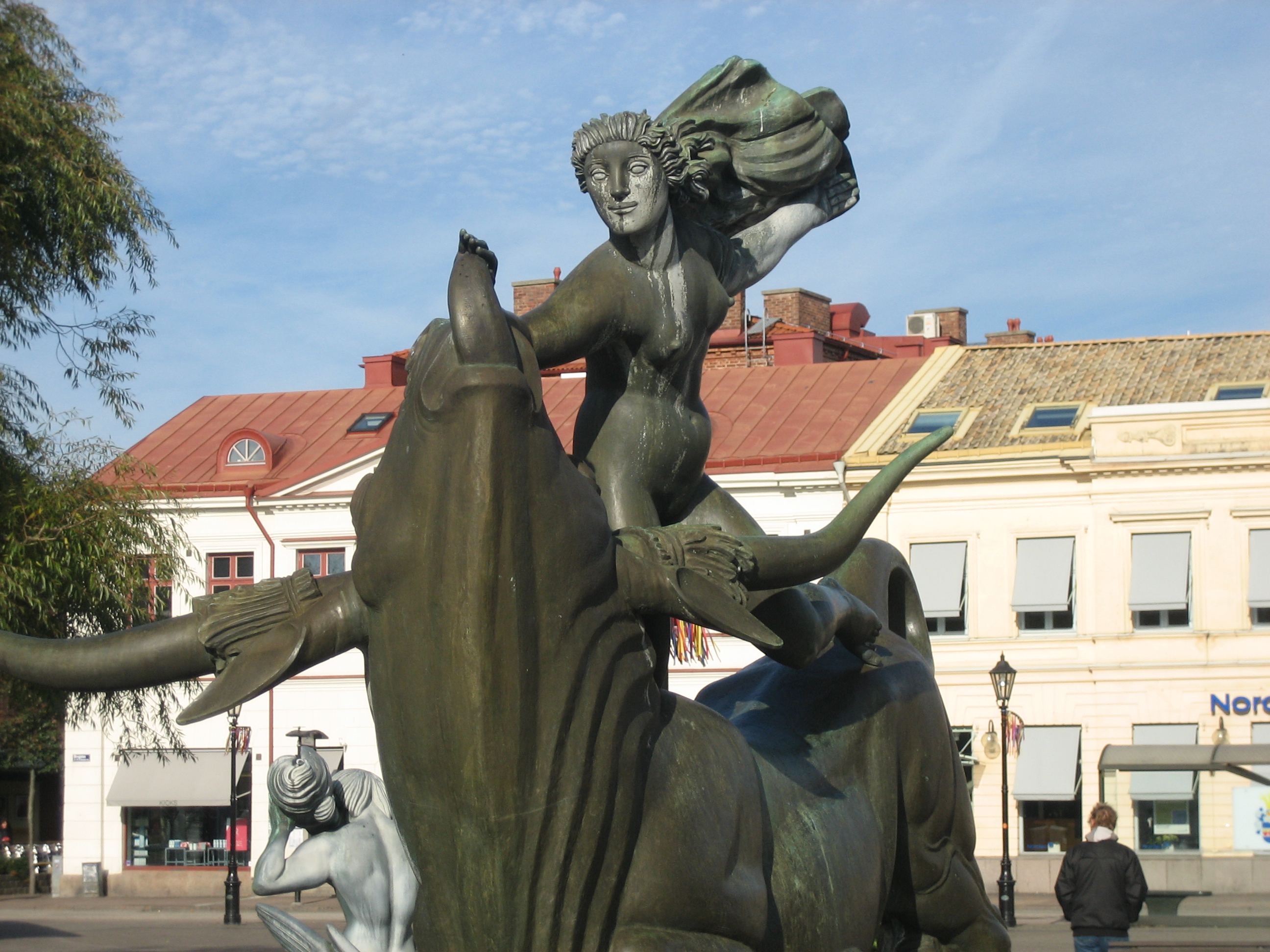

### Tritoner kring fontänen i Halmstad

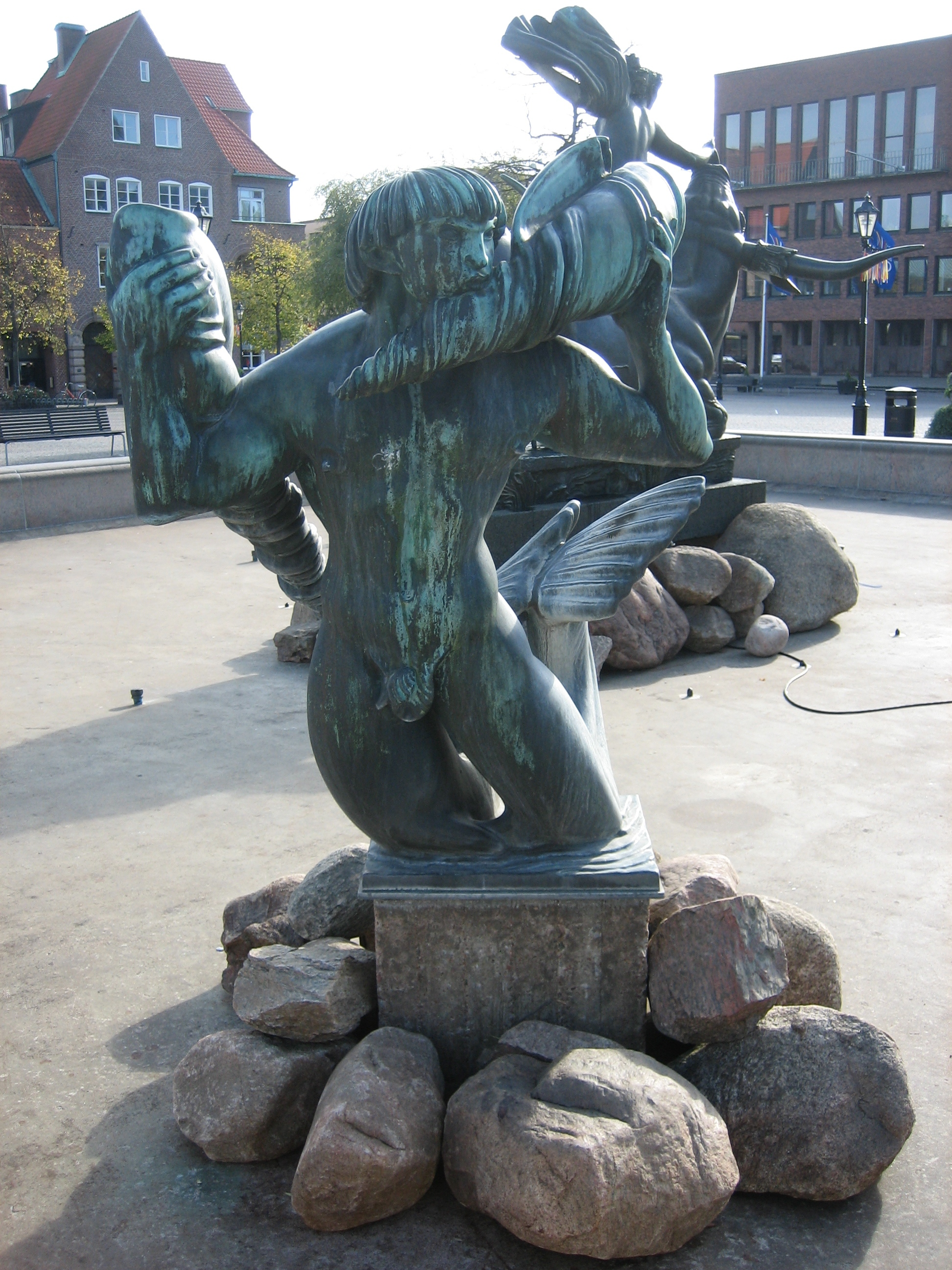
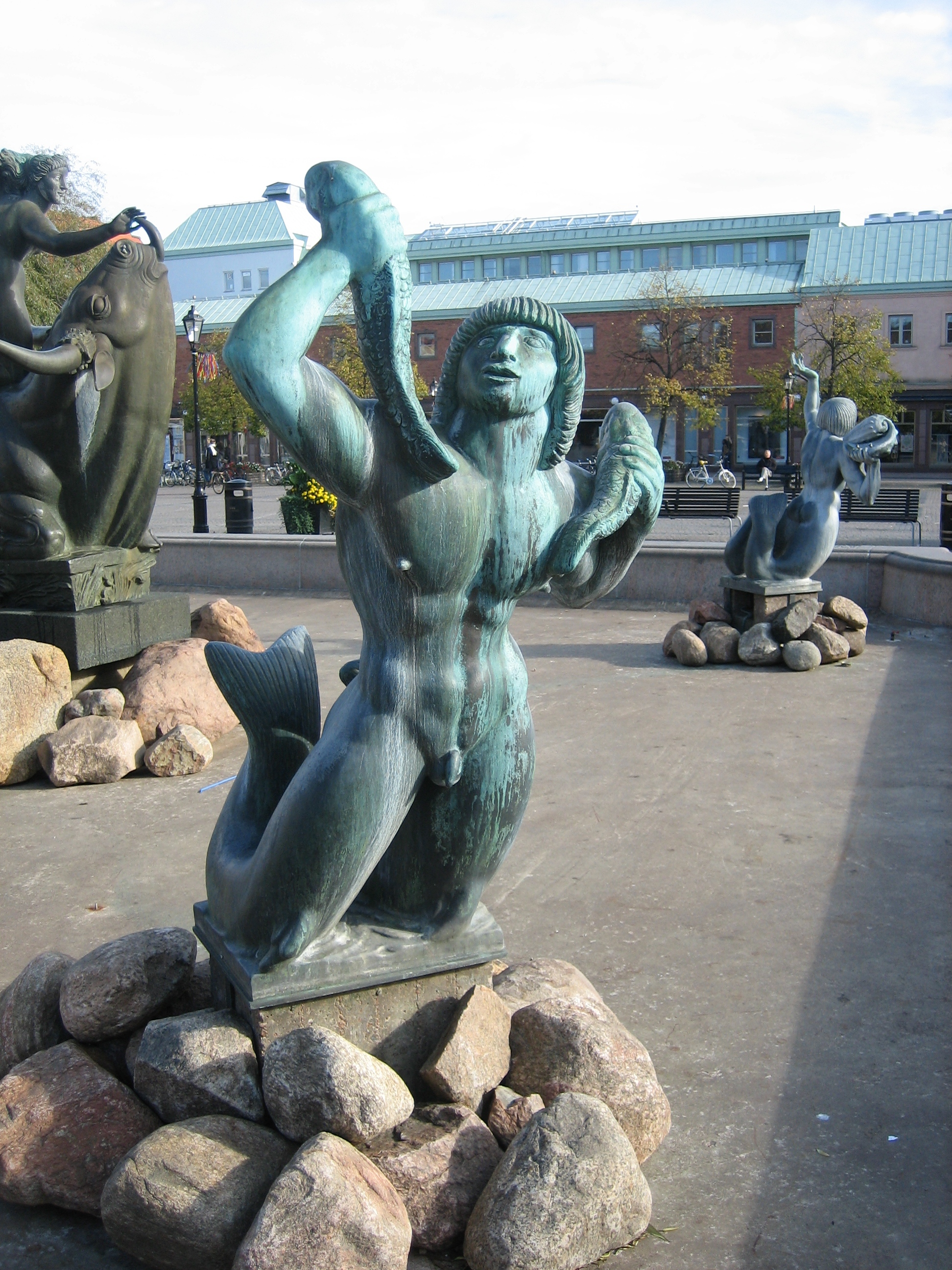
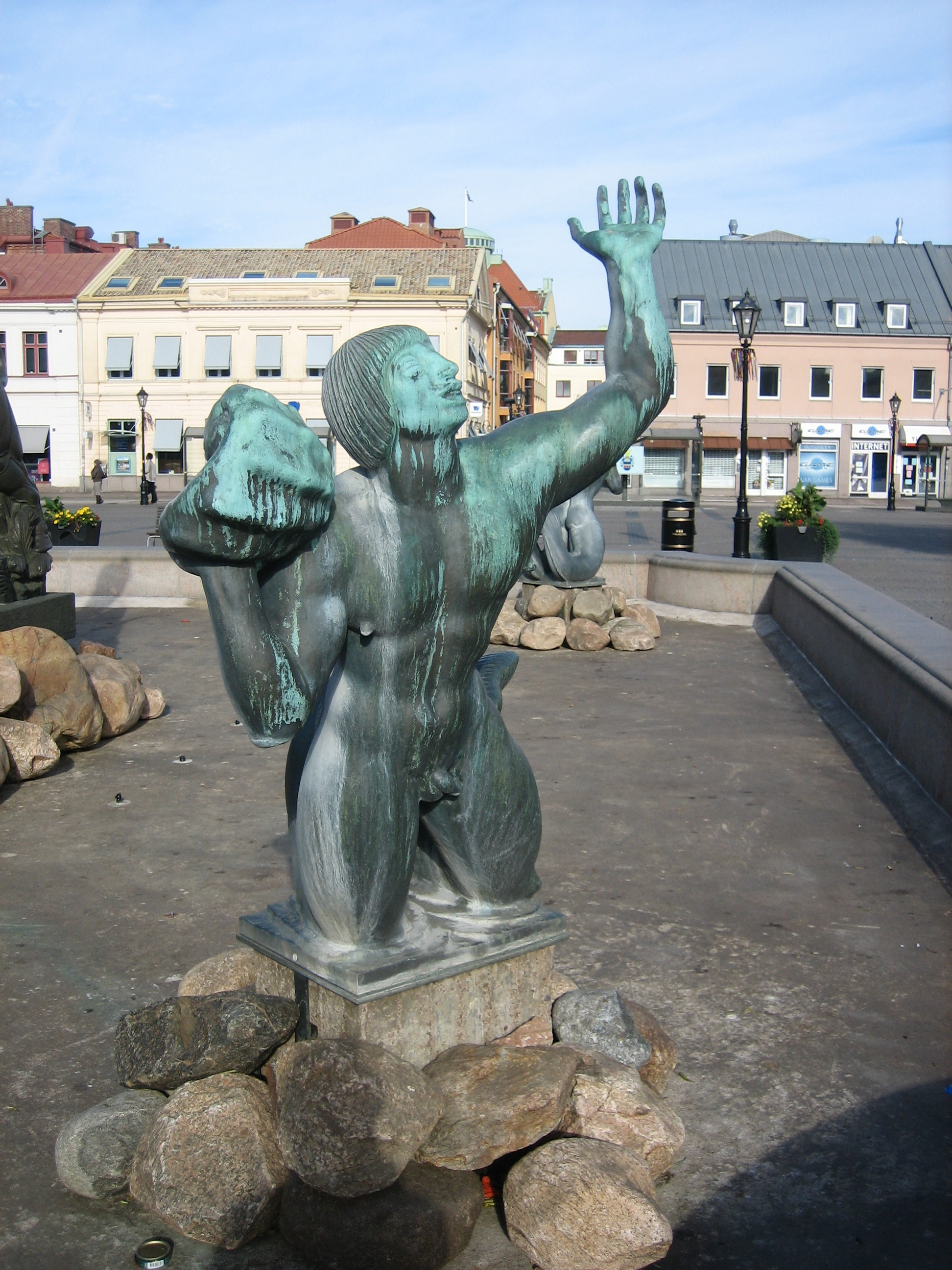
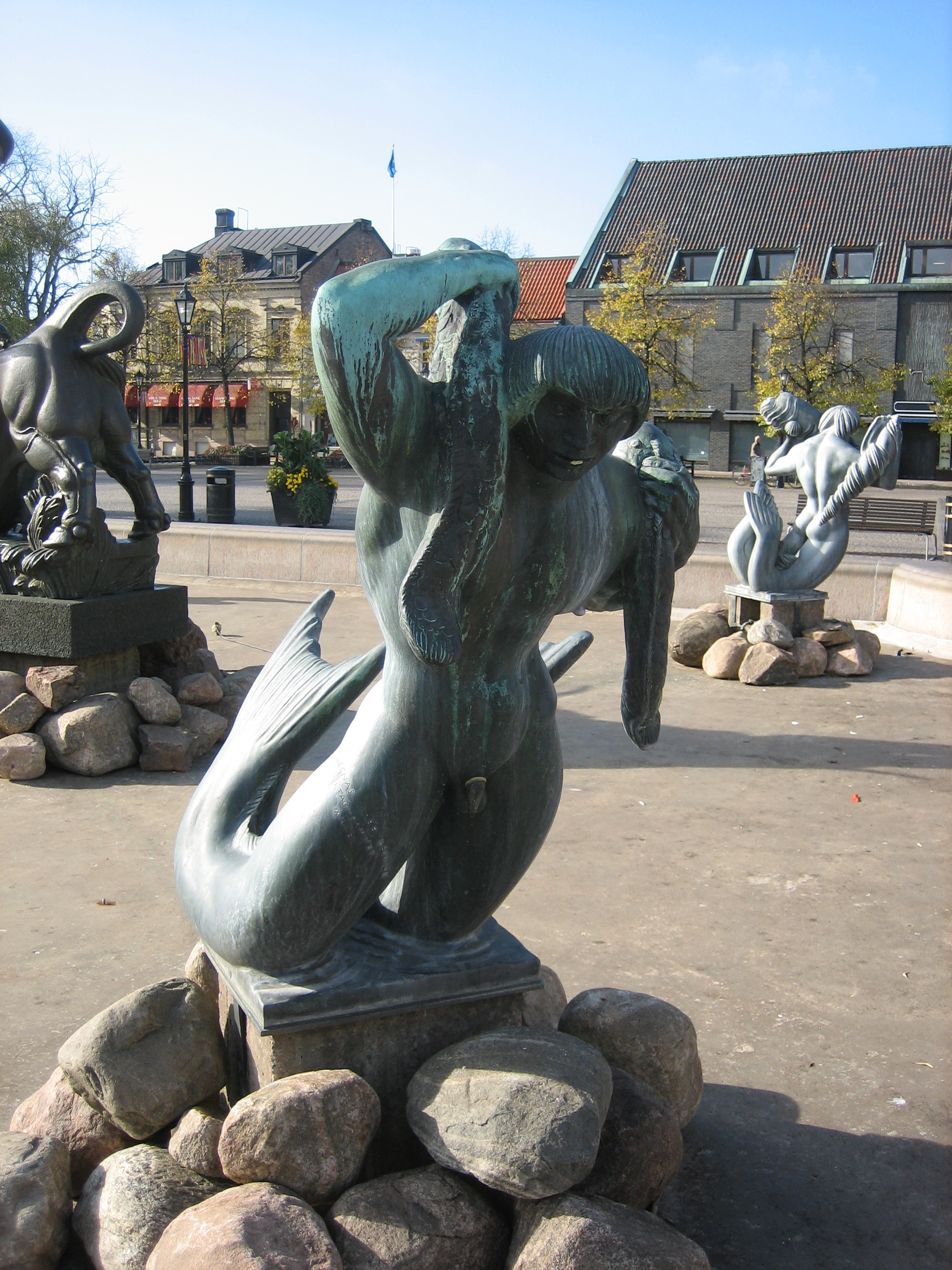

## Bildgalleri

### Andra versioner

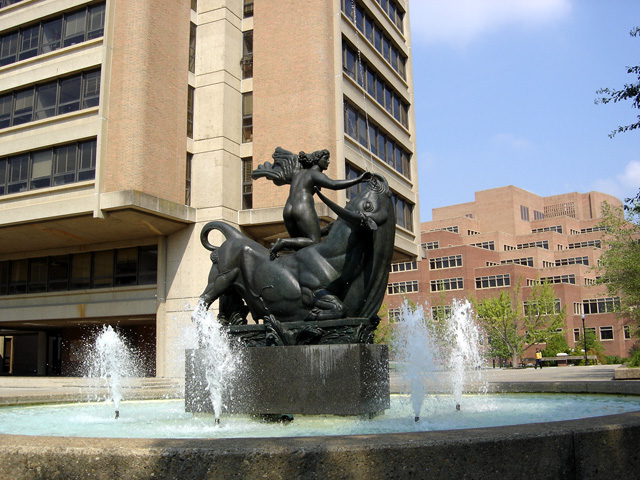
Europa on the Bull i Tennessee
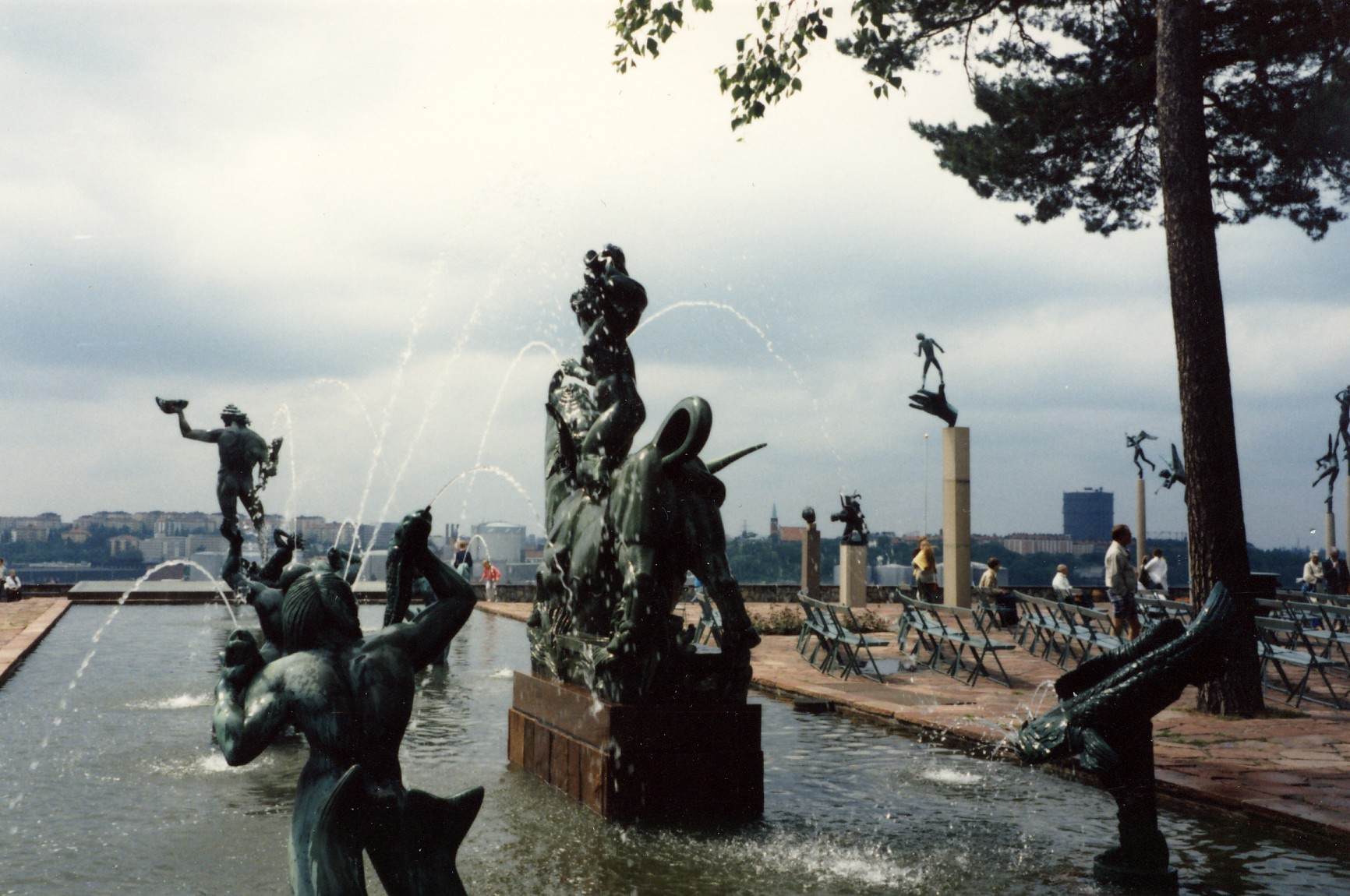
Europa och tjuren bland andra statyer på Millesgården
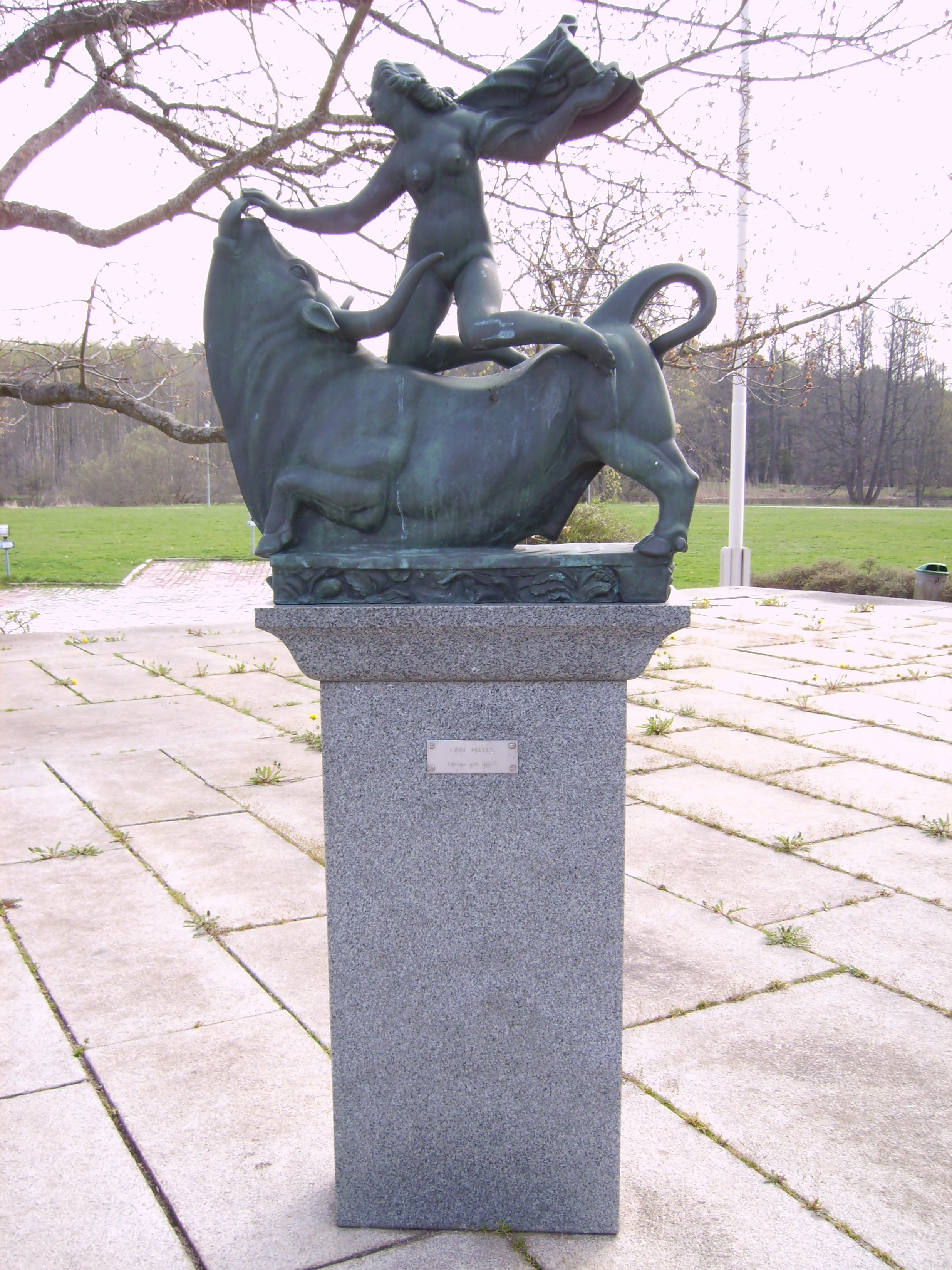
Miniatyr utanför stadshuset i Tranås. Skulpturen flyttades in i stadshuset sedan kommunen uppmärksammats om stöldrisken.